# Josef Engelhart
Josef Anton Engelhart, född 19 augusti 1864 i Wien, död där den 19 december 1941, var en österrikisk målare och skulptör.

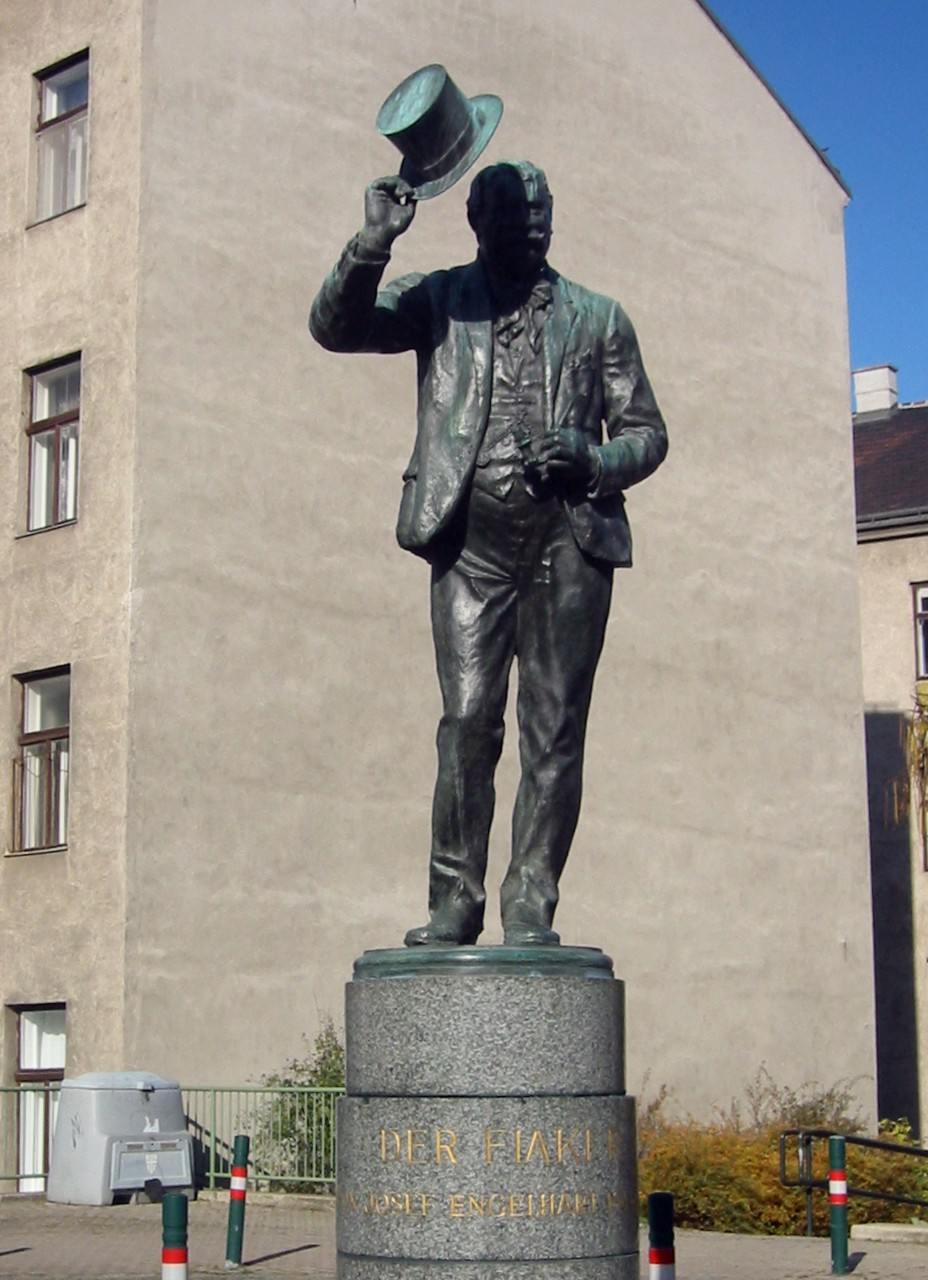
Skulptur på Fiakerplatz i Wien.

Engelhart studerade vid Wiens och Münchens konstakademier, liksom i Paris, Spanien, Italien, Grekland och Egypten. Han var en av de ursprungliga medlemmarna i Wiener Sezession, vars president han var 1899-1900 och 1910-1911.